# 91
El año 91 (XCI) fue un año común comenzado en viernes del calendario juliano, en vigor en aquella fecha.
En el Imperio romano, era conocido como el Año del consulado de Glabrión y Trajano (o menos frecuentemente, año 843 Ab urbe condita). La denominación 91 para este año ha sido usado desde principios del período medieval, cuando el Anno Domini se convirtió en el método prevalente en Europa para nombrar a los años.

## Acontecimientos

### Imperio Romano
- Plinio el Joven es nombrado tribuno.
- Manio Acilio Glabrión y Marco Ulpio Trajano ejercen el consulado.

### Asia
- El gobierno chino restablece el Protectorado de las regiones del oeste.

## Fallecimientos
- Julia Flavia, hija del emperador romano Tito, y amante de su hermano Tito Flavio Domiciano, muere por aborto forzado.

## Arte y literatura
- Estacio retrata a Roma en uno de sus poemas.